# Зимові Олімпійські ігри 2030
Зимові Олімпійські ігри 2030 (англ. 2030 Winter Olympics), офіційна назва XXVI зимові Олімпійські ігри — зимові Олімпійські ігри, які пройдуть у Французьких Альпах з 8 до 24 лютого 2030 року.

## Заявки на проведення
- Ванкувер —тут вже проводилися Зимові Олімпійські ігри 2010.
- Барселона — тут вже проводилися Літні Олімпійські ігри 1992.
- Саппоро — тут вже проводилися Зимові Олімпійські ігри 1972[2].
- Солт-Лейк-Сіті — тут вже проводилися Зимові Олімпійські ігри 2002.
- Ліллегаммер — тут вже проводилися Зимові Олімпійські ігри 1994.
- Варшава.
- Прага.
- Алмати — претендент на Зимові Олімпійські ігри 2022, але переміг Пекін.
- Львів[3].
- Прованс — Альпи — Лазурний Берег / Овернь-Рона-Альпи, Франція[4] 24 липня 2024 року. Французькі Альпи були затверджені місцем проведення XXVI Зимових Олімпійських ігор[5].

Голосування за місце проведення Зимових Олімпійських ігр 2030 року
| Місто            | НОК     | Так | Проти | Утр. |
| Французькі Альпи | Франція | 84  | 4     | 7    |